# Équipe de Russie des moins de 17 ans de football
Maillots
L'équipe de Russie de football des moins de 17 ans est constituée par une sélection des meilleurs joueurs russes de moins de 17 ans sous l'égide de la Fédération de Russie de football. De 1982 à 1992, elle concourt sous la bannière URSS.

## Parcours

### Parcours en Championnat d'Europe
| - 1993 : 1er tour - 1994 : Quarts-de-finale - 1995 : Non qualifiée - 1996 : Non qualifiée - 1997 : Non qualifiée - 1998 : 1er tour - 1999 : 1er tour - 2000 : Quarts-de-finale - 2001 : Quarts-de-finale - 2002 : Non qualifiée - 2003 : Non qualifiée - 2004 : Non qualifiée - 2005 : Non qualifiée - 2006 : Vainqueur - 2007 : Non qualifiée - 2008 : Non qualifiée |  | - 2009 : Non qualifiée - 2010 : Non qualifiée - 2011 : Non qualifiée - 2012 : Non qualifiée - 2013 : Vainqueur - 2014 : Non qualifiée - 2015 : Demi-finale - 2016 : Non qualifiée - 2017 : Non qualifiée - 2018 : Non qualifiée - 2019 : 1er tour - 2020 - 2021 : Éditions annulées - 2022 : Disqualifiée - 2023 : Disqualifiée - 2024 : Disqualifiée |

### Parcours en Coupe du monde
- 1993 : Non qualifiée
- 1995 : Non qualifiée
- 1997 : Non qualifiée
- 1999 : Non qualifiée
- 2001 : Non qualifiée
- 2003 : Non qualifiée
- 2005 : Non qualifiée
- 2007 : Non qualifiée
- 2009 : Non qualifiée
- 2011 : Non qualifiée
- 2013 : Huitiemes de finale
- 2015 : Huitiemes de finale
- 2017 : Non qualifiée
- 2019 : Non qualifiée
- 2023 : Non qualifiée

## Palmarès
- Championnat d'Europe des moins de 17 ans (2)
  - Vainqueur : 2006 et 2013

## Anciens joueurs
- Anton Vlasov
- Yevgeny Pomazan
- Dmitri Ryjov